# Canoa/kayak ai Giochi della XXX Olimpiade - K1 200 metri femminile
La gara di velocità K1, 100 metri, per Londra 2012 si è svolta al Dorney Lake dal 10 all'11 agosto 2012.

## Regolamento della competizione
La competizione prevede batterie di qualificazione, tre semifinali e due finali. I primi sei classificati nelle batterie di qualificazione accedono alle semifinali, mentre gli altri equipaggi vengono ammessi alle semifinali. I primi due equipaggi in ciascuna semifinale accedono poi alla finale A, assieme ai due migliori terzi classificati; nel corso della finale A si compete per le medaglie.
Il peggior terzo classificato, assieme ai quarti, quinti e sesti, vengono ammessi alla finale B al solo scopo di definire i piazzamenti.

## Programma
| Data                   | Ora         | Round               |
| ---------------------- | ----------- | ------------------- |
| Venerdì 10 agosto 2012 | 10:19 11:51 | Batterie Semifinali |
| Sabato 11 agosto 2012  | 10:14       | Finali              |

## Risultati

### Batterie

#### Batteria 1
| Pos. | Atleta                 | Paese         | Tempo  | Note |
| ---- | ---------------------- | ------------- | ------ | ---- |
| 1    | Nataša Janić           | Ungheria      | 41"221 | Q    |
| 2    | Lisa Carrington        | Nuova Zelanda | 41"401 | Q    |
| 3    | Natalja Lobova         | Russia        | 42"447 | Q    |
| 4    | Henriette Engel Hansen | Danimarca     | 42"866 | Q    |
| 5    | Émilie Fournel         | Canada        | 43"117 | Q    |
| 6    | Carrie Johnson         | Stati Uniti   | 43"355 | Q    |
| 7    | Norma Murabito         | Italia        | 43"820 |      |
| 8    | Geraldine Lee Wei Ling | Singapore     | 45"552 |      |

#### Batteria 2
| Pos. | Atleta               | Paese         | Tempo  | Note |
| ---- | -------------------- | ------------- | ------ | ---- |
| 1    | Maria Teresa Portela | Spagna        | 41"263 | Q    |
| 2    | Marta Walczykiewicz  | Polonia       | 42"290 | Q    |
| 3    | Nikolina Moldovan    | Serbia        | 42"383 | Q    |
| 4    | Jess Walker          | Gran Bretagna | 42"388 | Q    |
| 5    | Darisleydis Amador   | Cuba          | 42"761 | Q    |
| 6    | Zhou Yu              | Cina          | 42"885 | Q    |
| 7    | Arezoo Hakimi        | Iran          | 43"820 |      |

#### Batteria 3
| Pos. | Atleta            | Paese      | Tempo  | Note |
| ---- | ----------------- | ---------- | ------ | ---- |
| 1    | Inna Osypenko     | Ucraina    | 42"119 | Q    |
| 2    | Sofia Paldanius   | Svezia     | 42"596 | Q    |
| 3    | Teresa Portela    | Portogallo | 42"673 | Q    |
| 4    | Silke Hörmann     | Germania   | 42"697 | Q    |
| 5    | Natalya Sergeyeva | Kazakistan | 43"257 | Q    |
| 6    | Ivana Kmeťová     | Slovacchia | 43"445 | Q    |
| 7    | Tiffany Kruger    | Sudafrica  | 43"820 |      |

#### Batteria 4
| Pos. | Atleta                  | Paese       | Tempo  | Note |
| ---- | ----------------------- | ----------- | ------ | ---- |
| 1    | Shinobu Kitamoto        | Giappone    | 42"007 | Q    |
| 2    | Alana Nicholls          | Australia   | 42"453 | Q    |
| 3    | Jenni Mikkonen          | Finlandia   | 42"656 | Q    |
| 4    | Špela Ponomarenko Janić | Slovenia    | 42"884 | Q    |
| 5    | Marharyta Ciškevič      | Bielorussia | 43"841 | Q    |
| 6    | Yuliya Borzova          | Uzbekistan  | 44"872 | Q    |
| 7    | Afef Ben Ismail         | Tunisia     | 48"998 |      |

### Semifinali

#### Semifinale 1
| Pos. | Atleta                  | Paese         | Tempo  | Note |
| ---- | ----------------------- | ------------- | ------ | ---- |
| 1    | Lisa Carrington         | Nuova Zelanda | 40"528 | Q    |
| 2    | Maria Teresa Portela    | Spagna        | 40"898 | Q    |
| 3    | Inna Osypenko           | Ucraina       | 41"360 | q    |
| 4    | Jenni Mikkonen          | Finlandia     | 41"859 |      |
| 5    | Špela Ponomarenko Janić | Slovenia      | 42"209 |      |
| 6    | Zhou Yu                 | Cina          | 42"279 |      |
| 7    | Natalya Sergeyeva       | Kazakistan    | 42"602 |      |
| 8    | Carrie Johnson          | Stati Uniti   | 43"321 |      |

#### Semifinale 2
| Pos. | Atleta                 | Paese         | Tempo  | Note |
| ---- | ---------------------- | ------------- | ------ | ---- |
| 1    | Natalja Lobova         | Russia        | 41"413 | Q    |
| 2    | Jess Walker            | Gran Bretagna | 41"734 | Q    |
| 3    | Shinobu Kitamoto       | Giappone      | 41"816 |      |
| 4    | Nikolina Moldovan      | Serbia        | 42"394 |      |
| 5    | Ivana Kmeťová          | Slovacchia    | 42"510 |      |
| 6    | Sofia Paldanius        | Svezia        | 42"688 |      |
| 7    | Henriette Engel Hansen | Danimarca     | 42"821 |      |
| 8    | Marharyta Ciškevič     | Bielorussia   | 43"033 |      |

#### Semifinale 3
| Pos. | Atleta              | Paese      | Tempo  | Note |
| ---- | ------------------- | ---------- | ------ | ---- |
| 1    | Nataša Janić        | Ungheria   | 40"570 | Q    |
| 2    | Marta Walczykiewicz | Polonia    | 40"905 | Q    |
| 3    | Teresa Portela      | Portogallo | 41"816 | q    |
| 4    | Alana Nicholls      | Australia  | 41"595 |      |
| 5    | Darisleydis Amador  | Cuba       | 41"949 |      |
| 6    | Silke Hörmann       | Germania   | 42"005 |      |
| 7    | Émilie Fournel      | Canada     | 43"030 |      |
| 8    | Yuliya Borzova      | Uzbekistan | 44"426 |      |

### Finali

#### Finale B
| Pos. | Atleta                  | Paese      | Tempo  | Note |
| ---- | ----------------------- | ---------- | ------ | ---- |
| 1    | Jenni Mikkonen          | Finlandia  | 44"643 |      |
| 2    | Špela Ponomarenko Janić | Slovenia   | 44"953 |      |
| 3    | Nikolina Moldovan       | Serbia     | 45"064 |      |
| 4    | Darisleydis Amador      | Cuba       | 45"099 |      |
| 5    | Shinobu Kitamoto        | Giappone   | 45"387 |      |
| 6    | Ivana Kmeťová           | Slovacchia | 45"556 |      |
| 7    | Silke Hörmann           | Germania   | 45"686 |      |
| 8    | Alana Nicholls          | Australia  | 45"819 |      |

#### Finale A
| Pos. | Atleta               | Paese         | Tempo  | Note |
| ---- | -------------------- | ------------- | ------ | ---- |
|      | Lisa Carrington      | Nuova Zelanda | 44"638 |      |
|      | Inna Osypenko        | Ucraina       | 45"053 |      |
|      | Nataša Janić         | Ungheria      | 45"128 |      |
| 4    | Maria Teresa Portela | Spagna        | 45"326 |      |
| 5    | Marta Walczykiewicz  | Polonia       | 45"500 |      |
| 6    | Natalja Lobova       | Russia        | 45"961 |      |
| 7    | Jess Walker          | Gran Bretagna | 46"161 |      |
| 8    | Teresa Portela       | Portogallo    | 46"549 |      |